# Christian Held (Basketballtrainer)
Christian Wilhelm Held (* 6. Juli 1988 in Aachen) ist ein deutscher Basketballtrainer.

## Laufbahn
Der Sohn von Ralph Held zog im Alter von drei Jahren mit der Familie von Aachen nach Trier, wo der Vater als Trainer arbeitete. Mit 15 Jahren siedelte Held mit seinen Eltern nach Oldenburg über, nachdem sein Vater dort eine Trainerstelle angetreten hatte.
Christian Held arbeitete als Jugendtrainer im Nachwuchsbereich des Bundesligisten EWE Baskets Oldenburg, ein Jahr auch als Betreuer der Bundesligamannschaft und studierte ein Semester Betriebswirtschaftslehre. Er war Cheftrainer der U19-Mannschaft der Niedersachsen, als er Ende März 2015 Nachfolger von Mladen Drijenčić als Trainer der Oldenburger Nachwuchsfördermannschaft, Baskets Akademie Weser-Ems/Oldenburger TB (BAWE), in der 2. Bundesliga ProB wurde. Drijencic war auf den Oldenburger Bundesliga-Trainerposten befördert worden. Held übernahm BAWE vor dem Beginn des Viertelfinals gegen Weißenhorn und führte die Oldenburger zum ProB-Titelgewinn und damit zur Wiederholung des Vorjahrestriumphes, damals noch unter Drijencics Leitung. In der Saison 2015/16 schied Helds Mannschaft im ProB-Achtelfinale aus.
Zum Spieljahr 2016/17 wechselte er als Assistenztrainer zu den Gladiators Trier in die 2. Bundesliga ProA. Mitte Januar 2018 gab Trier bekannt, dass Held mit Beginn des Spieljahres 2018/19 die Nachfolge von Marco van den Berg als Cheftrainer antreten würde. Im Juli 2018 schloss Held eine dreijährige Trainerausbildung beim europäischen Basketballverband ab. Seine Amtszeit in Trier ging im April 2020 zu Ende. Er wechselte im Sommer 2020 zum Ligakonkurrenten Rostock Seawolves, bei den Mecklenburgern wurde er Co-Trainer von Dirk Bauermann. Nach dem Ende der Saison 2020/21, in der man Hauptrundenmeister wurde und in der zweiten Gruppenphase den Endspieleinzug verpasste, stieg Held in Rostock zum Cheftrainer auf. Sein Vater wechselte im Sommer 2021 ebenfalls nach Rostock, wurde Co-Trainer und in der Jugendarbeit tätig. Im November 2021 trafen Christian und Ralph Held in einem Zweitligaspiel mit Rostock auf Paderborn, das zu diesem Zeitpunkt übergangsweise von Co-Trainer Florian Held, dem Bruder Christian Helds, betreut wurde. Im Mai 2022 gelang Christian Held mit der Rostocker Mannschaft der Einzug in die ProA-Endspiele, gleichbedeutend mit dem Aufstieg in die Basketball-Bundesliga. Anschließend gewann er mit Rostock auch den Zweitligameistertitel 2022.
Er führte die Rostocker in der Saison 2022/23 im ersten Jahr der Bundesliga-Zugehörigkeit als Tabellenneunter zum Klassenverbleib, nachdem er im Oktober 2022 mit den Mecklenburgern sogar Tabellenführer gewesen war. Im Sommer 2023 übernahm Held eine zusätzliche Aufgabe, als er Trainer der deutschen U18-Nationalmannschaft wurde. Diese führte er Ende Juli 2023 bei der Europameisterschaft im serbischen Niš zum Gewinn der Bronzemedaille.
Nachdem er mit Rostock im Spieljahr 2023/24 knapp den Bundesliga-Verbleib gesichert hatte, wurde Helds Vertrag von den Mecklenburgern nicht verlängert.
Im Mai 2025 wurde Held als neuer Trainer des Bundesligisten SC Rasta Vechta vorgestellt. 2025 übernahm er ebenfalls das Traineramt bei der deutschen U20-Nationalmannschaft.